# جنز کلر
جنز کلر (انگلیسی: Jens Keller؛ زادهٔ ۲۴ نوامبر ۱۹۷۰) بازیکن فوتبال اهل آلمان است.
از باشگاه‌هایی که در آن بازی کرده‌است می‌توان به باشگاه فوتبال وولفسبورگ، باشگاه فوتبال کلن، باشگاه فوتبال مونیخ ۱۸۶۰، باشگاه فوتبال آینتراخت فرانکفورت، و باشگاه فوتبال اشتوتگارت اشاره کرد.